# Лемуры вари
Лемуры вари (лат. Varecia) — род млекопитающих из семейства лемуровых. Эндемики Мадагаскара.
Сегодня в нём выделяют два вида: лемур вари (Varecia variegata) и рыжий вари (Varecia rubra). Последний ранее считался подвидом лемура вари.

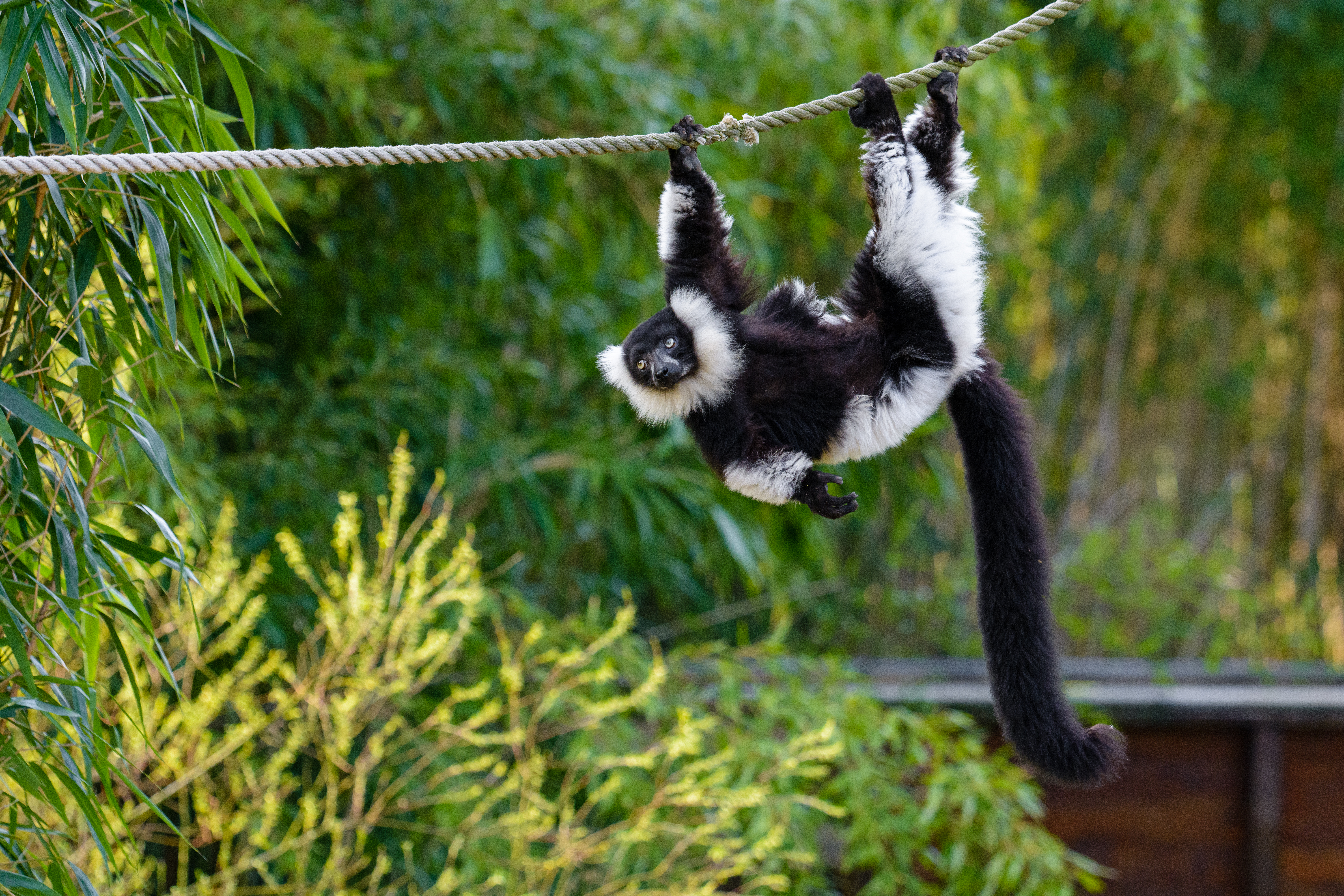
Лемур вари